# Sint-Jacobskapel (Galder)
De Sint-Jacobskapel is een oude kapel in Galder in de Nederlandse provincie Noord-Brabant, gewijd aan de Heilige Jacobus de Meerdere.

## Geschiedenis
De kapel werd gesticht in 1468 en fungeerde als kwartkerk. In 1517 werd de kapel uitgebreid en werd ook de toren gebouwd. Door de toren, met overhoekse steunberen en twee geledingen, oogt de kapel eerder als een klein dorpskerkje. Rond de kapel ontwikkelde zich het oorspronkelijke dorp, terwijl het huidige dorp iets ten zuiden daarvan ligt. Van 1648-1798, toen de kapel in Hervormde handen was, werd ze niettemin onderhouden. In 1824 werden de muren van het schip verlaagd om de kapel geschikt te maken als schooltje. In 1881 werd de kapel als school ongeschikt verklaard. In 1934 werd de kapel gerestaureerd onder leiding van Hendrik Willem Valk. In 1976 werd een Sint-Jacobsbeeld uit chamotte geplaatst van de hand van Harry Storms. In 1979 volgde opnieuw een restauratie. Regelmatig worden er nog Missen opgedragen.
De klok dateert van 1553 (met opschrift: Jhezus ben ick van Peter van den Ghein geghoten) en het gebouw is een zaalkerkje met verlaagd schip en koor. Het laatste heeft een veelhoekige sluiting.